# بيت جرم (سنحان)

تعديل مصدري - تعديل

بيت جرم هي إحدى قرى عزلة الربع الشرقي بمديرية سنحان وبني بهلول التابعة لمحافظة صنعاء، بلغ تعداد سكانها 662 نسمة حسب تعداد اليمن لعام 2004.